# EMule Mephisto Mod
eMule Mephisto Mod，简称Mephisto Mod、Mephisto，是基于官方eMule、eMule Xtreme Mod、eMule ScarAngel Mod开发的一款自由开源的P2P文件共享软件。它是一个eMule Mod，遵循GNU GPL协议。

## 历史
德国程序员、ScarAngel、StulleMule等Mod的开发者Stulle于2007年10月18日在SourceForge上发布了Mephisto 1.0版。此软件修改自ScarAngel，作者称其为ScarAngel Mod的分支，其图标也代表着Xtreme和ScarAngel的“邪恶面”。

## 功能
eMule Mephisto Mod相对于ScarAngel加入的主要功能有：Slotfocus；更好的GUI设置；可调节上传带宽；多条好友通道等。
由于Mephisto的上传调节功能，一般认为，Mephisto较适合网络带宽较大的用户使用。